# Miriam Lange

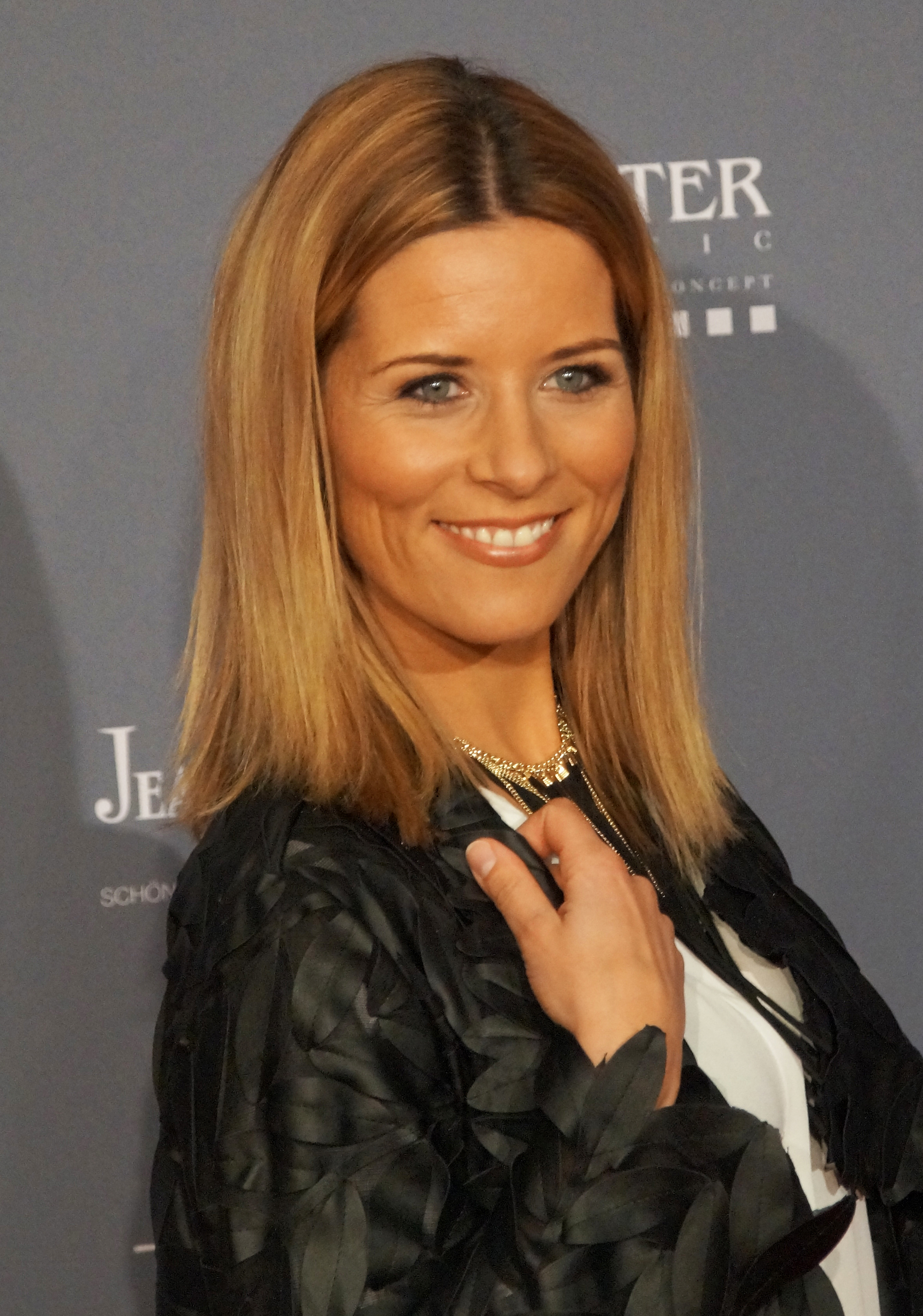
Miriam Lange (2016)

Miriam Lange (* 10. März 1980 in Frankfurt am Main, bürgerlich Miriam Biener) ist eine deutsche Journalistin und Fernsehmoderatorin.

## Werdegang
Miriam Lange, die in Kelsterbach aufwuchs, absolvierte im Jahr 2000 ein Volontariat beim Privatsender RTL Hessen und wurde 2001 Redakteurin und Reporterin für die Nachrichtensendungen Punkt 6 und Punkt 9. Lange wurde 2003 Wettermoderatorin für die News am Morgen, Punkt 12 und RTL aktuell. Ab 2003 war sie Redakteurin und Reporterin für Punkt 12.
Außerdem moderierte sie von 2010 bis 2019 in Vertretung für Katja Burkard und Roberta Bieling das RTL-Mittagsmagazin Punkt 12. Von 2007 bis 2013 präsentierte sie als Haupt- und Nebenmoderatorin Punkt 6 und Punkt 9 sowie von 2013 bis 2014 das neue RTL-Morgenmagazin Guten Morgen Deutschland, bis sie im September 2014 in die Babypause ging. Ihre Nachfolgerin wurde Susanna Ohlen.
Anfang November 2015 kehrte sie zum Sender zurück und war eine der Moderatorinnen von Explosiv – Das Magazin. Am 16. Dezember 2019 moderierte sie ihre letzte Sendung und gab den Wechsel zum WDR bekannt.
Seit dem 17. Januar 2020 moderiert sie das Magazin Hier und heute und die Lokalzeit am Samstag.

## Moderationen
- 2003–2007: RTL aktuell – Das Wetter (RTL)
- 2007–2013: Punkt 6, Punkt 9 (RTL)
- 2010–2019: Punkt 12 (RTL)
- 2013–2014: Guten Morgen Deutschland (RTL)
- 2015–2019: Explosiv – Das Magazin (RTL)
- seit 2020: Hier und heute (WDR)
- seit 2020: Lokalzeit am Samstag (WDR)

## Privates
Lange ist seit 2012 mit Sebastian Biener verheiratet und hat dessen Nachnamen angenommen. In der Öffentlichkeit tritt sie weiterhin unter dem Namen Lange auf. Das Paar hat zwei gemeinsame Söhne und wohnt in Düsseldorf.